# Rolv Wesenlund

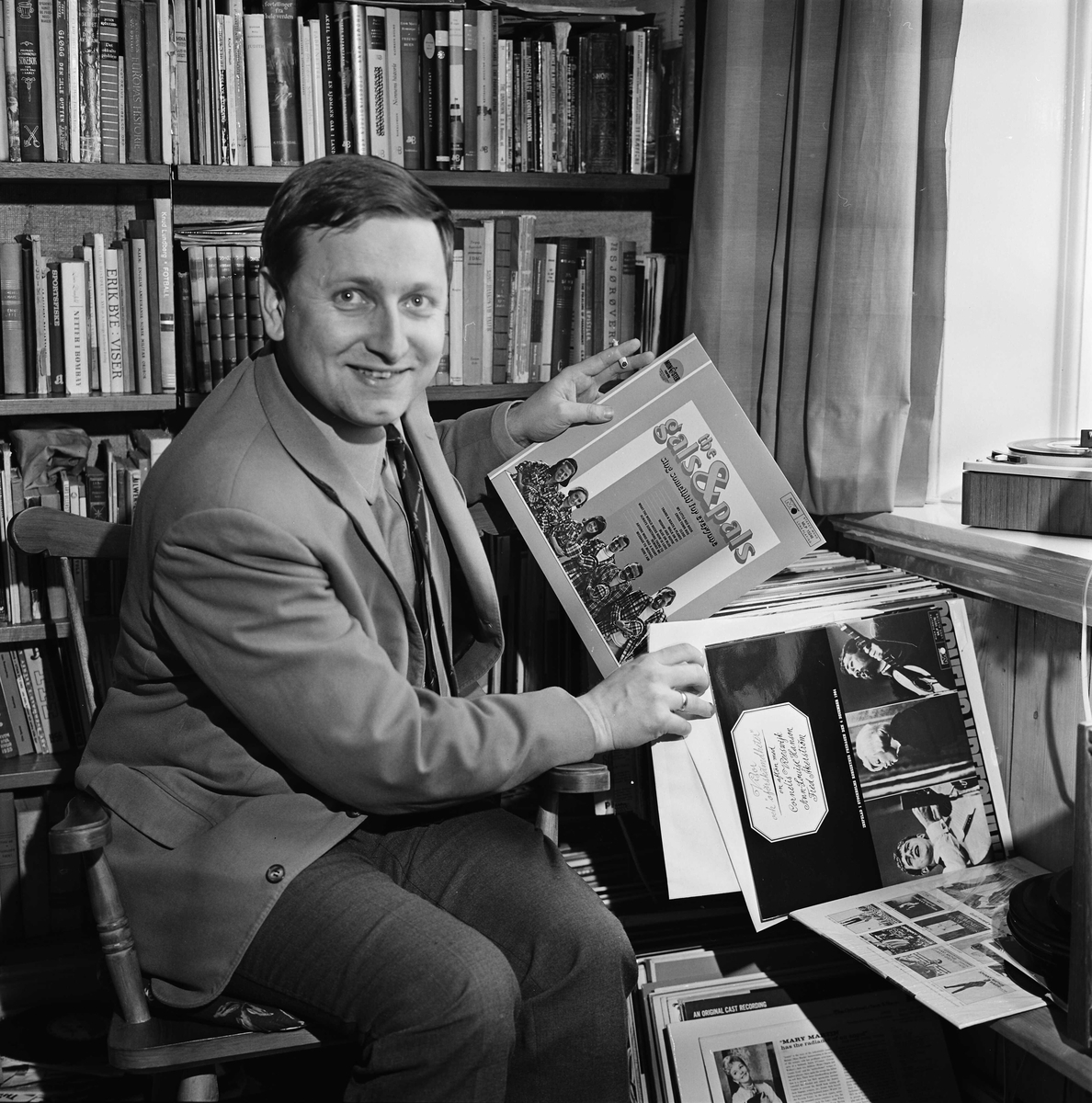
Rolv Wesenlund (1967)

Rolv Helge Wesenlund (* 17. September 1936 in Horten in Vestfold; † 18. August 2013 in Ullern bei Oslo) war ein norwegischer Komiker, Musikproduzent, Sänger und Schauspieler.
Er wurde in Norwegen vor allem durch die Verkörperung von zahlreichen Hauptrollen im Theater, in Musicals sowie im Film und Fernsehen, wie unter anderem in der Serie Bør Børson Jr. und durch die Darstellung der Hauptfigur Marve Fleksnes in der Fernsehserie Fleksnes bekannt.

## Leben

### Karriere
Wesenlund begann seine Karriere in seiner Jugend zuerst als Jazzmusiker (Klarinette) und gewann die norwegischen Jazz-Meisterschaften NM i jazz zwei Jahre lang. Anschließend wurde er als Jazzjournalist vom NRK engagiert und arbeitete für ein Jazzmagazin sowie für eine Jazz-Kolumne in der Tageszeitung Dagbladet.
Im Theater war Wesenlund seit 1964 als Schauspieler und Drehbuchautor tätig, so hatte er unter anderem eine längere Zeit im Chat Noir, ABC-Teatret, Oslo Nye Teater und im Det Norske Teatret mehrere Engagements. Durch seine Reputationen als Fachautor für verschiedene Zeitungen und freier Jazzjournalist beim NRK, wurde er am Ende der 1950er Jahre, als Aufnahme-Studioleiter und Musikproduzent von Philips und von 1964 bis 1965 bei dem norwegischen Sänger, Komponisten Arne Bendiksen angestellt. In dieser Funktion war Wesenlund in den 1960er Jahren von Philips, auch in Bergen tätig, um die Musik von dortigen norwegischen Musikgruppen, den sogenannten Beat Bergen, ein spezieller norwegischer Musikstil aus der Zeit von 1964 bis 1967, zu vermarkten. Als Songschreiber schrieb er einige Bands Texte, wie unter anderem 1962 Twist it.
Seit 1966 war Wesenlund außerdem Programmleiter beim NRK. Zusammen mit weiteren anderen jungen, aufstrebenden Schauspielern und Künstlern wie Harald Heide-Steen junior, Harald Tusberg, Bengt Calmeyer und dem schwedischen Regisseur Bo Hermansson etablierte sich Wesenlund als Unterhaltungskünstler und improvisierenden Komiker durch seinen komödienhaften frechen Charakter in den norwegischen Unterhaltungsmedien allmählich zu einer festen Größe. Im Fernsehen machte er sich zuerst mit der Sendung Kunden har alltid rett (Der Kunde hat immer Recht), eine Parodie sämtliche zeitgenössische Fernsehsendungen auf sich aufmerksam. Zugleich im Radio mit der damals legendären Sendung Telefonrøret und Hørerøret, sowie in einer Revue gemeinsam mit den Schauspielerinnen Elsa Lystad und Karin Krog im Osloer Lysthuset-Kabarett-Theater, die allesamt auf Schallplatte veröffentlicht wurden.
Zu seinen namhaften Auftritten im Fernsehen gehörte die Serie Og takk for det von 1969, wo bei vielen Sketchen wie Kirsti Sparboe mitwirkte. Ebenfalls seit dem Ende der sechziger Jahre trat er zusammen mit dem Schauspieler und Komiker Harald Heide-Steen junior als Duo Wesensteen auf. In dieser Serie präsentierten sie die norwegischen Klassiker wie Supperådet, Hos tannlegen und Doble Fustasjeopphengsforkoplinger. Die Serie wurde anschließend als LP vermarktet, was zu einem der meistverkauften Alben wurde. Ebenso wurden vieler seiner damaligen norwegischen Fernsehsendungen und -serien anschließend in einer gleichfalls populären schwedischen Version produziert. Er trat in der schwedischen Unterhaltungsserie Publikfriarna von 1968 bis 1970 und 1972 in der schwedischen Komödie Skärgårdsflirt auf. Wesenlund machte sich ebenfalls in Schweden mit seiner Rolle als Marve Fleksnes in der Serie Fleksnes fataliteter einen Namen. Durch seinen dort verwendeten Akzent, dem sogenannten Svorsk, einem Schwedisch mit norwegischem Akzent, sorgte er auf seine Art und Weise für schwedischen Humor. Die Verwendung dieser schwedisch-norwegischen Aussprache, spielte mit dem Klischees von Schweden auf die Norweger, die sie meist als einfältige und minderbegabte komische Menschen stereotypisieren.
Wesenlund war als Radiosprecher tätig, wie in der urkomischen Radioserie Radio Skagerak, die auf Grund seiner großen Beliebtheit auch auf einer LP bei der norwegischen Plattenmarke Triola veröffentlicht wurde. Einige weitere erfolgreiche Auftritte von Wesenlunds, wie die Sendung Feriebiskop Fjertnes wurde auch als Schallplatte unter Titel Feriebiskop Fjertnes slår til igjen neu veröffentlicht und 1968 ein Verkaufsschlager in Norwegen.
Im Theater hatte er einige Hauptrollen bei verschiedenen Aufführungen, so unter anderem 1994 in Charleys Tante am Det Norske Teatret. Aufgrund des großen Erfolges wurde die Aufführung Chateau Neuf fortgesetzt, und in Riksmål für das Fernsehen neu aufgeführt wurde. Er spielte außerdem im Theater den Leopold in der Aufführung Sommer i Tyrol bei verschiedenen Häusern in Oslo, Århus und Kopenhagen. Des Weiteren hatte er 1987 einen bekannten Auftritt in der Rolle eines homosexuellen Transvestiten in Jerry Hermans Stück La Cage Aux Folles am Chateau Neuf-Theater.
In vielen norwegischen Filmen bzw. Klassikern wie Norske byggeklosser, Den siste Fleksnes, Bør Børson jr., Mannen som ikke kunne le hatte Wesenlund die Hauptrolle inne. Einen Gastauftritt hatte er 1982 auch in der norwegischen Olsenbande bei dem Film Olsenbandens aller siste kupp in der Rolle als «Hotel-Inspektor Adonisen». Des Weiteren hatte Wesenlund im norwegischen Fernsehen seine eigene Talkshow unter dem Titel Wesenstund, die auf Norsk TV1 und auf TVNorge gesendet wurde. Besonders beliebt waren Wesenlunds Auftritte im Fernsehen bei der Zielgruppe über 50 Jahre und bei Senioren. Anlässlich seines 60. Geburtstages 1996 sendete der NRK1 in der Fernsehsendung Rolv einen Beitrag über das Leben von Wesenlund; dieser wurde von einer Million Zuschauern gesehen. Wesenlunds letzter öffentlicher Auftritt war in der Weihnachtsserie Den unge Fleksnes (Die jungen Fleksnes) auf TVNorge, die Weihnachten 2010 ausgestrahlt wurde. Dort spielte er den Marve Fleksnes in einer Traumsequenz des jungen Fleksnes, gespielt von Reidar Fredrik Frydenlund.

### Privates
Wesenlund lebte bis zu seinem Tod im Osloer Stadtteil Frogner an der Frogner terrasse. Er war verheiratet mit Ruth Wesenlund und sie hatten drei gemeinsame Kinder sowie drei Enkelkinder. Rolv Wesenlund war Freimaurer und Mitglied in der Johannisloge St. Johanneslogen St. Olaus til den hvide Leopard, einer Freimaurerloge des christlichen Norwegischen Freimaurerordens, in der er den zweiten Grad nach schwedischem Ritus erreichte.

## Filmografie

### Schauspieler
- 1966: Hurra for Andersens! (als Hermansen)
- 1966: How I Became an Art Collector Without Really Trying
- 1967: Das Mädchen Liv (Liv)
- 1967: The Jungle Book (Jungelboka)
- 1968: Mannen som ikke kunne le
- 1969: Tipp topp – Husmorfilmen høsten 1969
- 1970: Douglas (als Douglas)
- 1971: Norske byggeklosser (verschiedene Rollen)
- 1972: Kjære Husmor
- 1972: Ture Sventon - Privatdetektiv (als Muhammed)
- 1972–2003: Fleksnes fataliteter (Fernsehserie, als Marve Fleksnes)
- 1974: Bør Børson Jr. (als Bør Børson jr.)
- 1974: Marve Fleksnes – der einsame Junggeselle (Den siste Fleksnes, als Marve Fleksnes)
- 1974: Ungen (als Gjendøperen)
- 1976: Bør Børson II (als Bør Børson)
- 1978: Firmaskovturen
- 1978: Die Abenteuer des Herrn Picasso (Picassos äventyr...tusen kärleksfulla lögner, als Edvard Grieg, Elektriker)
- 1981: Den grønne heisen (als Fredrik Borkmann)
- 1980: Die Kinder von den blauen Bergen (Barna från Blåsjöfjället, als norwegischer Camper)
- 1981: Wer gewinnt das Rennen? (Göta kanal eller Vem drog ur proppen, als Nordmannen Ole)
- 1982: Henrys bakværelse (als Kunde 1)
- 1982: Olsenbandens aller siste kupp (als Hotel-Inspektor Adonisen)
- 1984: SK917 har nettopp landet (als Roland Marthiniussen)
- 1985: Deilig er fjorden (als Terje Svahberg)
- 1990: Camping
- 1992: Ute av drift (als Reidar Willien)
- 1993: Mot i brøstet (als Purser)
- 1994: Fredrikssons fabrikk - The movie (als Nilsen)
- 1994–2000: Wesenstund (als Programmleiter)
- 1997: Og takk for det – Wesensteen
- 1998: Wesensteen
- 2002: Himmelen kan vente (Fleksnes 1 – Jubiläumsendung zu Fleksnes Fataliteter, als Marve Fleksnes)
- 2006: Wesensteen (zusammen mit Harald Heide-Steen junior)
- 2006: Rolv 70 (Filmausschnitte von seinen Auftritten anlässlich seines 70. Geburtstages)
- 2010: Den unge Fleksnes (als Fleksnes zusammen mit dem jungen Fleksnes Reidar Fredrik Frydenlund)

### Drehbuchautor
- 1968: Mannen som ikke kunne le
- 1974: Den siste Fleksnes

## Bibliografie
- Ja, nå skriver også jeg BOK
- Livet er ikke bare en lek, Det er også en dans på roser
- Den bakvendte skikk og bruk boken (1986)

## Diskografie
- Radio Skagerak slår igjennom (Triola, 1965)
- The Sound of Gjøk and Sisik, mit Harald Heide-Steen junior (Camp, 1967)
- Livaktig at the Kaffistova, mit Harald Heide-Steen junior (Camp, 1968) auch veröffentlicht als Live at Kaffistova
- Feriebiskop Fjertnes slår til igjen, mit Harald Heide-Steen junior (Camp, 1968)
- Og takk for det, mit Harald Heide-Steen junior (Camp, 1970)
- Hjertelig tilstede, Harald Heide-Steen junior (Camp, 1971)
- I full bredde, mit Harald Heide-Steen junior (1971)
- Bør Børson jr. Album (Polydor, 1972) Originalcast
- Jungelboken Album (Disneyland, 1972) Studioaufnahme
- Telefonrør (1973)
- Blodgiveren (Polydor, 1973)
- Fleksnes fataliteter Album (Polydor, 1976)
- Jeppe (Polydor, 1976) Originalcast
- Portrett av en klovn (Album, Polydor, 1976)
- Saturday Night at the Campingplass (1976)
- Bør Børson 2 (1976)
- Solstreif (Camp, 1979)
- Det er ingen skam å snu, mit Harald Heide-Steen junior und Ole Paus (Geilokameratene) (Zarepta, 1980)
- Over grensen (Album, 1982)
- Musicalen Oliver (1992)
- På tur med Fleksnes & Modern (1993)
- WesenSteen (NorDisc, 1994) Album 2CD
- WesenSteen 2 (NorDisc, 1995) Album 2CD
- Jubileumskavalkade (NorDisc, 1996) Album

### Singles
- Telefonrør – 2 god jul – spill selv (1967)
- Telefonrør No 1 "Dimme"-festen/Garderobeskapet (1967)
- Telefonrør No 3: Hvilket nummer ringer de...? (1968)
- Dus-rør (1968)
- Telefonrør No 4 (1968)
- Ti gledet seg – en rusla hjem/Funksjonærens jul (1968)
- Erotikk og musikk (1968) mit Rolf Just Nilsen
- En blå blå nellik/Hengende haver (1969) mit Wenche Myhre
- God tul (1971)
- Börs song/Æ kjinne ein kar (1972)
- Kjøttkakpolkan/Fårikålvise (1973)
- Sommer over kjølen (1992)
- Hos tannlegen (Volvo Sonet) (1995) mit Harald Heide-Steen junior

### Weitere Veröffentlichungen
- Alf Cranner: Fiine antiquiteter (1964)
- Platetreff med 11 norske artister (1970)
- I godt selskap med.... (1973)
- Norsk på treff 2 (1973)
- EMI Norsktopper (1973)
- Arthur Arntzen: Ja, du Oluf (1973)
- Den norske stjerneparaden (1974)
- Norsk på topp 3 (1977)
- Eikholtplaten - Aksjon døv blind (1977)
- Harald Heide-Steen junior: Munnskold over alle grenser (1979)
- Jeg har mitt hjerte i Oslo (1979)
- Dagbladets sommerkassett: Alltid foran (1979)
- Ridderrennet (1980)
- På gang 7 (1982)
- White Christmas (1986-Album)
- Norske filmklassikere (1993)
- Fine norske sommerlåter 1 (1993)
- Fine norske sommerlåter 2 (1994)
- Kirsti Sparboe: Ikke stå og frys, 46 høydepunkter 1964-94 (1994)
- Fine norske låter 1 (1994)
- Fine norske låter 2 (1994)
- Norske ballader - 19 norske klassikere (1994)
- Det beste fra Musikkspill i Norge (1995)
- Hassan: Live at Budokan (1997)
- Dagbladet - Det beste fra Dagblad-kassettene gjennom 20 år (1997)
- Det beste av Norsk musikk 1973-1977 (1998)
- Nordmenn er gale (1999)
- Norske viseperler (2000)
- Tande-P: Mine favoritter (2000)
- Salhuskvintetten: Olkabilamo 20 Beste (2000)
- Folk skal trives - Revyviser og sketsjer med tekster av Alfred Næss (2000)
- Reiseradioens sommerklassikere (2001)
- Våre beste sommerlåter (2002)
- Gunnar Haugan: Hørerøret (2006)
- Svenske humorklassikere (2009)
- Den unge Fleksnes - en drøm om jul: Marves juleradioshow (2010)
- Norske latterperler - 16 humorklassikere (2011)

## Auszeichnungen (Auswahl)
- 1978: Leonardstatuetten
- 1985: Årets Ølhund
- 1989: Leif Justers ærespris (Leif-Justers-Ehrenpreis)
- 1995: Vestfold fylkeskommunes Kunstnerpris (Künstlerpreise der Kommune Vestfold)
- 1995: Lytterprisen
- 1996: Ritter 1. Klasse des Sankt-Olav-Orden
- 2002: Hedersprisen bei Gullruten
- 2002: Amanda (Amanda-prisen)
- 2003: Hedersprisen beim Komiprisen 2003
- 2011: Wenche Foss ærespris (Wenche-Foss-Ehrenpreis)